# Kosakenknoten
Der Kosakenknoten (russisch Казачий узел) dient zum Knüpfen einer festen Schlaufe.
Im Ashley-Buch der Knoten wird der Knoten nicht aufgeführt, er findet jedoch Erwähnung im russischen Standardwerk über Seefahrerknoten, „Морские узлы“ von Lew Skrjagin (1930–2000).
Ähnlich wie der Kalmückenknoten – dieser Kosakenknoten auf Slip gelegt und der Ewenkenknotenlässt sich der Kosakenknoten auch sehr gut mit Handschuhen knüpfen, siehe dort beim Kalmückenknoten für Knüpfanleitungen.

## Alternativen

### Kalmückenknoten
Mit dem losen Ende auf Slip gelegt wird der Knoten auch Kalmückenknoten genannt.

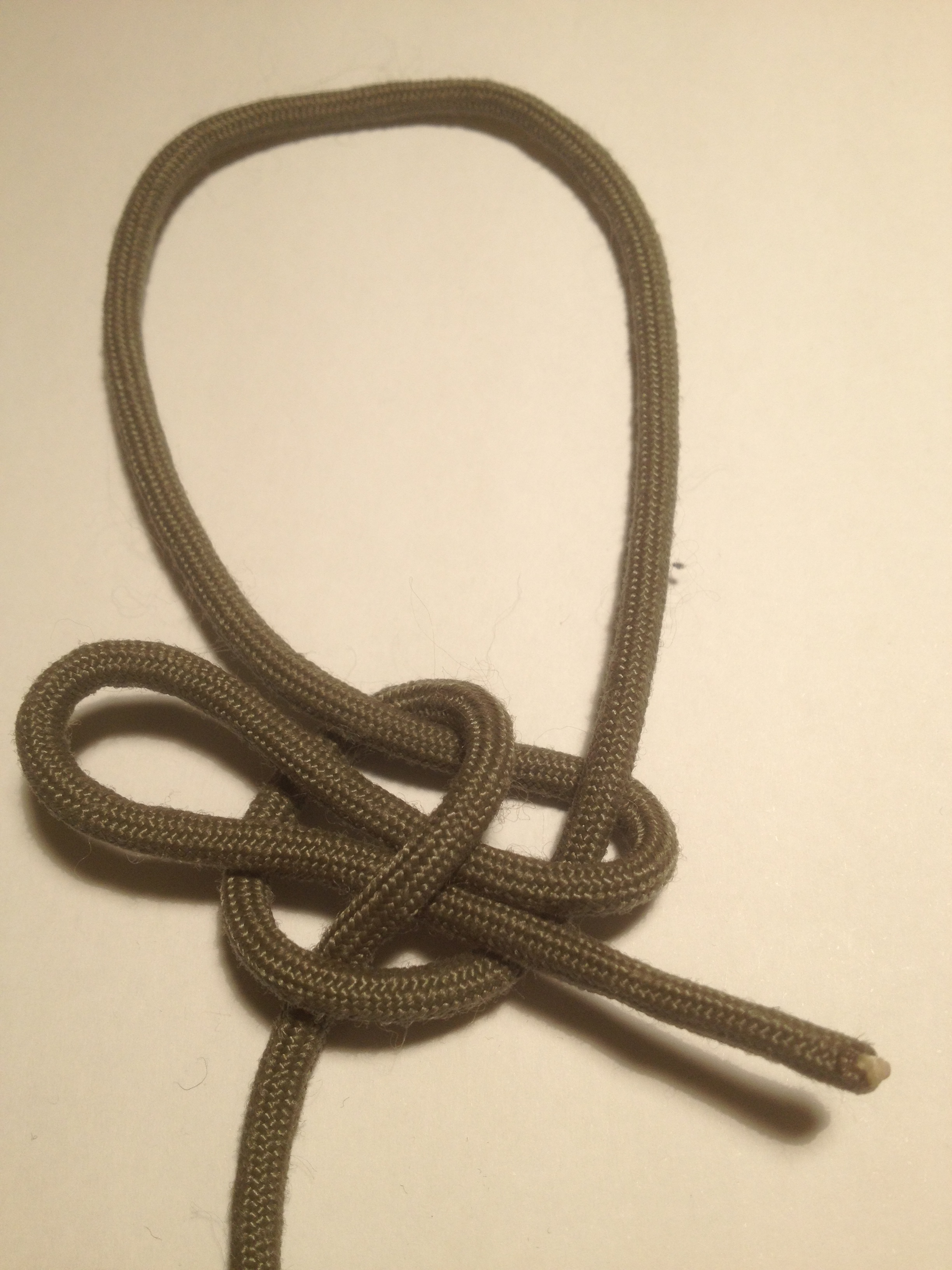
Kalmückenknoten

### Palstek

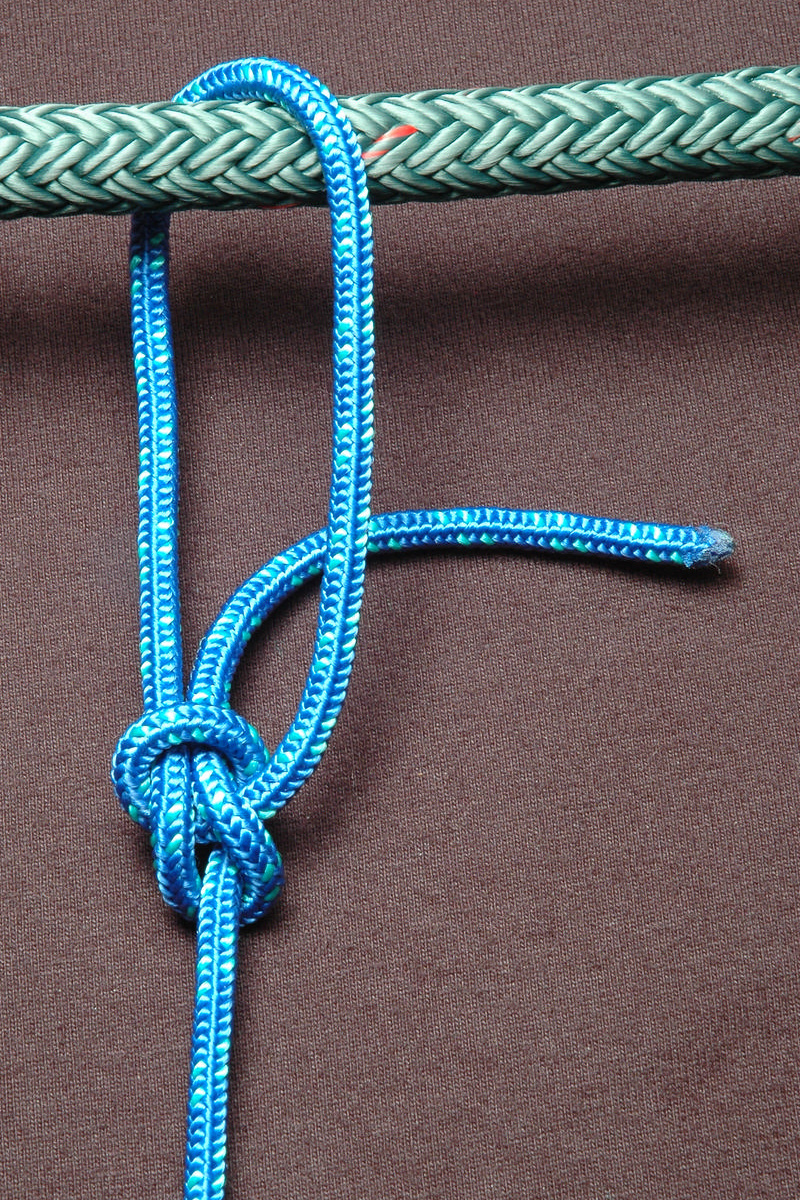
Palstek

Der Palstek ist ein bekannterer Knoten für eine feste Schlaufe. Der Kosakenknoten gilt jedoch als stabiler.